# Барр, Алфред
А́лфред Хамилтон Барр (28 января 1902, Детройт — 15 августа 1981, Солсбери) — американский историк искусства и первый директор Музея современного искусства в Нью-Йорке.

## Биография
Окончил Латинскую школу для мальчиков штата Мэриленд. Получил степень бакалавра в 1923 году и степень магистра в 1924 году в Принстонском университете, где изучал историю искусства. В 1924 году он начал работу над докторской диссертацией в Гарварде, но оставил эту работу после завершения курса, чтобы стать преподавателем. Он не был бы удостоен степени доктора философии до 1946 года.
Барр был нанят преподавать историю искусств в колледже Уэлсли в 1926 году в качестве доцента, где в том же году он предложил первый в истории бакалавриат о современном искусстве, «Традиции и восстание в современной живописи». Этот курс отличался не только новизной предмета, но и его нетрадиционной педагогикой: Барра относился ко всем девяти ученикам в классе, как «факультету», что делало каждого из них ответственным за освоение и обучение содержанию курса. Несмотря на то, что название курса относилось формально только к живописи, Барр считал, что широкое понимание культуры было необходимо, чтобы понимать любые индивидуальные художественные дисциплины, и, соответственно, на его курсе также изучали дизайн, архитектуру, кино, скульптуру и фотографию. Барр также организовывал художественные поездки своего курса в места, которые не были примечательны с точки зрения традиционного художественно-исторического интереса.
В 1929 году Барр был удостоен стипендии Карнеги, которую он намеревался использовать для получения докторской степени, написав диссертацию в течение следующего учебного года по современному искусству и кубизму в Нью-Йоркском университете. Но большие амбиции вынудили его отложить это намерение, когда Энсон Конгер Гудэар предложил ему место директора только что созданного Музея современного искусства. Вступив в должность в августе 1929 года в возрасте всего лишь двадцати семи лет, Барр развил бурную деятельность, уже в ноябре проведя первую выставку постимпрессионистов Ван Гога, Сезанна, Гогена и Сера. Самым запоминающимся и известным поступком Барра в период его руководства музеем была ретроспективная выставка Пикассо в 1939—1940 годов, которая привела к переосмыслению творчества художника и создала основу для всех будущих ретроспектив в музее.
В 1943 году президент Музея современного искусства Нельсон Рокфеллер, у которого Барр был личным советником по искусству на протяжении многих лет, уволил Барра с должности директора музея, хотя ему было разрешено остаться в качестве консультативного директора, а затем Барру было присвоено звание директора коллекций. К тому времени, как Барр оставил музей в 1968 году, современное искусство стало рассматриваться как полноценная художественно-историческая область исследования, подобно более ранним эпохам. Он был избран членом Американской академии искусств и наук в 1952 году.
В июне 1959 года Барр прочитал 5 лекций в Москве, Ленинграде, Тбилиси и в Ереване.